# 降F大調
降F大調是基於F♭的小調，由F♭、G♭、A♭、B、C♭、D♭、E♭組成。其調號除了六個降號外具一個重降號，屬於理論調。

## 簡介

### 音階
降F大調的音階為：
您的浏览器不支持播放音频。您可以下载音频文件。

### 應用
降F大調常被標記為其異名同音大調E大調，當中較著名的例子為路德維希·范·貝多芬的《第三十一鋼琴奏鳴曲》。在第一樂章之呈示部中兩主題間的過渡段將降A大調轉調到其屬音大調降E大調；而在再現部中該過渡段則將第二主題以降A大調引出，該段即為以E大調標記的降F大調，作曲家大概認為E大調的調號更易閱讀。另外其《第四鋼琴奏鳴曲》末樂章及《第八鋼琴奏鳴曲》第二樂章皆有短暫轉到降F大調之處，皆以E大調標記。
其他類似例子包括約瑟夫·海頓的《第二十七鋼琴三重奏，Hob.XV:14》第二樂章；以及安東·布魯克納在《第四交響曲》的尾聲以弗里吉亞終止從降F大調回到主音大調。理查·史特勞斯的《變形》也用到降F大調，評論形容此為對樂曲較早的E大調部分「以異名同音作苦澀的諷刺模仿」。此外塞繆爾·巴伯的《弦樂柔板》亦以此調作為高潮部分的解決。
一個直接使用降F大調的例子為維克托·埃瓦爾德的《第四銅管五重奏》的第三樂章，其調號以B在首、F♭在末（如右上圖片中的寫法）。

## 來源
1. ↑  Donald Betts. . The Inner Voice. 2005  [2020-07-20]. （原始内容存档于2019-12-02）.
2. ↑  Gundersen, Finn S.  (PDF). 2012  [2020-07-20]. （原始内容存档 (PDF)于2020-07-20）.
3. ↑  Davie, Cedric T. . Courier Dover Publications: 50. 2014. ISBN 9780486172767.
4. ↑  James Arnold Hepokoski and Warren Darcy. . Oxford University Press. 2006: 326. ISBN 0-19-514640-9.
5. ↑  Julian Horton. . Cambridge University Press. 2004: 127. ISBN 0-521-82354-4.
6. ↑  Bryan Randolph Gilliam. . Duke University Press. 1998: 237. ISBN 0-8223-2114-9.
7. ↑  CRAIG STUART SAPP.  (PDF). 2005-06  [2020-07-20]. （原始内容存档 (PDF)于2016-08-18）.
8. ↑  . Hickey's Music Center.   [2020-07-20]. （原始内容存档于2020-07-20）.